# Індикаторна діаграма бурильного молотка
Індикаторна діаграма бурильного молотка (рос. индикаторная диаграмма бурильного молотка; англ. indicator diagram of boring hammer; нім. Bohrhammerindikatordiagramm n) — крива, що характеризує процес зміни тиску у об’ємі циліндра протягом одного робочого циклу або процес зміни тиску в циліндрі у функції об’єму. 